# راؤول ميدينا زامورا
راؤول ميدينا زامورا (بالإسبانية: Raúl Medina Zamora)‏ هو لاعب كرة قدم إسباني في مركز الوسط، ولد في 10 مارس 1983 في أرجاندا ديل ري في إسبانيا. شارك مع منتخب إسبانيا تحت 20 سنة لكرة القدم. أما مع النوادي، فقد لعب مع أتلتيكو مدريد ب وأتلتيكو مدريد وسيوداد دي مورسيا ونادي خيريث ونادي كوروتشو.

## وصلات خارجية
- راؤول ميدينا زامورا على موقع قاعدة بيانات كرة القدم.إي يو (الإنجليزية)
- راؤول ميدينا زامورا على موقع Soccerway.com (الإنجليزية)